# Zouj Beghal
Zouj Beghal (Arabisch: زوج بغال, letterlijk "twee muilezels") is een grensovergang tussen Marokko en Algerije, en de enige grensovergang tussen deze landen die bij tijd en wijle wel eens open is. De grenspost staat aan de Algerijnse kant bekend als Akid Lotfi, naar een FLN-commandant die tijdens de Algerijnse onafhankelijkheidsoorlog om het leven kwam.

## Naam
Bij de vaststelling van de grens tussen het protectoraat Marokko en Frans-Algerije waren de Franse koloniale ambtenaren er niet helemaal uit waar de grens moest komen, en naar verluidt zijn er toen vanuit Marokko twee muilezels met hun ploeg naar het oosten gestuurd, en op de plek waar deze tot stilstand kwamen is toen de grens vastgesteld.

## Transport
Bij de grenspost ontmoeten de Algerijnse RN7 en de Marokkaanse RN6 elkaar, maar de grens is dus meestal gesloten net zoals alle andere grensovergangen tussen de twee landen. Voor transport van Algerije naar Marokko en vice-versa zal men voor een directe verbinding het vliegtuig moeten nemen.
Iets ten noorden van Zouj Beghal houdt de Algerijnse snelweg A1 abrupt in de woestijn op. Bij de laatste afslag staat er wel al een bord dat aangeeft dat deze eigenlijk naar Oujda door zou moeten lopen.